# Иоланда Арагонская (графиня Ньебла)
Иоланда Арагонская (итал. Jolanda d'Aragona, кат. Violant d'Aragó, исп. Violante de Aragón; ок. 1390 или 1400 — 1428) — узаконенная внебрачная дочь Мартина I, короля Сицилии, в первом браке графиня де Ньебла.
Иоланда родилась в Сицилии и была единственным ребёнком Мартина I от его любовницы Агаты де Пеше. Ещё до прибытия в королевство Бланки I Наваррской, второй жены Мартина, отец отправил Иоланду и её брата Фредерика, тоже узаконенного бастарда, в Арагон. Там воспитанием детей занялась их бабушка Мария де Луна, королева Арагона, Валенсии, Майорки, Сардинии и Корсики.

## Брак и дети
Иоланда была дважды замужем. Первый брак с Энрике Пересом де Гусман-и-Кастилья, графом де Ньебла, был заключен 5 марта 1405 года. Пара не имела детей, и брак был расторгнут в 1418 году.
Вторым мужем Иоланды стал Мартин Фернандес де Гусман, дворянин из Оргаса, мэр Севильи. В браке родились три дочери, одна из которых стала предком французской императрицы Евгении.
Иоланда умерла в 1428 году.